# Discrimination au travail

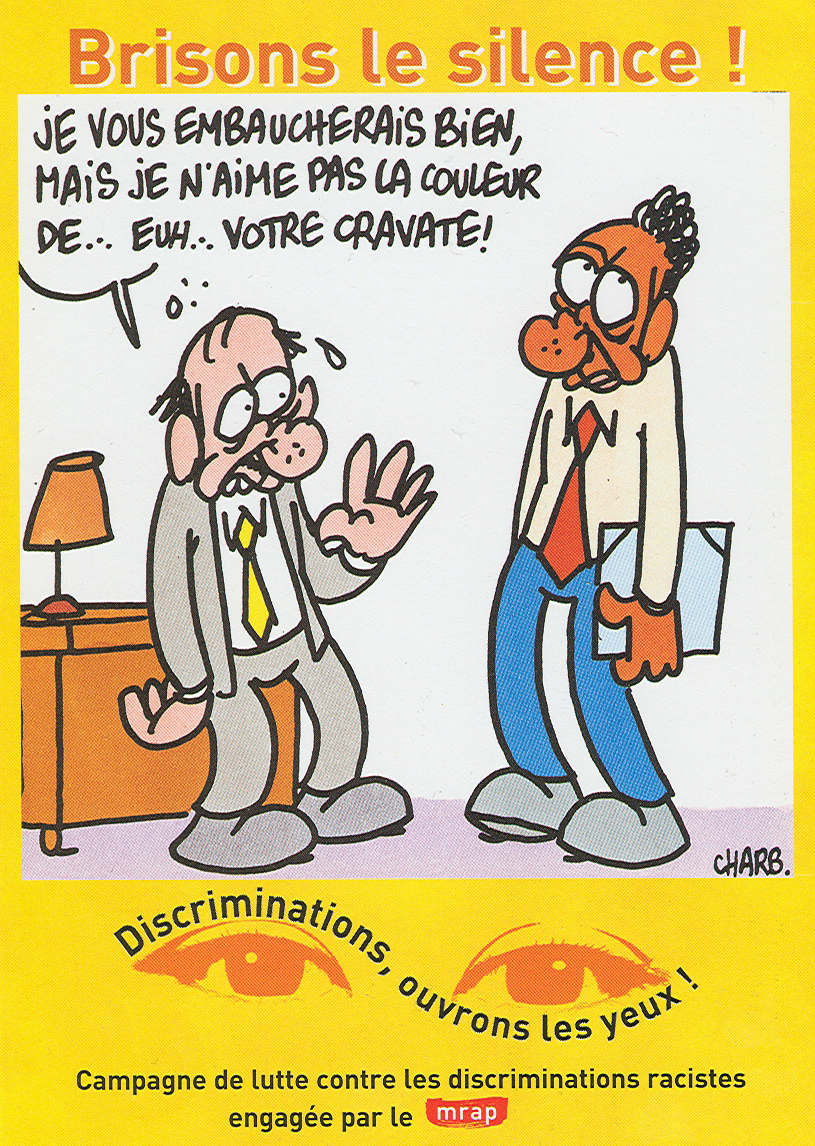
Affiche du MRAP contre les discriminations à l'embauche, dessin de Charb, 2000.

La discrimination au travail se manifeste lorsque des individus sont défavorisés ou traités inéquitablement sur des bases non professionnelles telles que l'origine ethnique, le sexe, le genre, l'orientation sexuelle (en), l'apparence, l'âge, ou encore la religion. Rarement explicite, cette discrimination peut survenir à l'occasion de toutes les étapes du parcours professionnel du début jusqu'à son achèvement (lors de la candidature, l'embauche, du choix du type de contrat de travail, en matière de formation, de promotion, de rémunération, d'attribution d'avantages, ou lors de la perte d'emploi (en)).
Des faits de discriminations ont été identifiés, analysés, démontrés et dénoncés par des associations, des équipes universitaires comme l'Observatoire des discriminations, ou encore des institutions.
De nombreux pays ont édicté des règles interdisant les discriminations au travail et tentent de mettre en place divers mécanismes de contrôle.

## Cadre juridique

### Europe
Corpus légal :
- L’Article 13 du Traité d'Amsterdam
- et les deux Directives européennes ci-dessous, adoptées en 2000. Chaque État Membre a l’obligation d’incorporer ces lois dans sa législation.

L'Union Européenne a par ailleurs mis en place le programme Equal qui a pour but de revaloriser la gestion des ressources humaines pour mieux lutter contre les inégalités et les discriminations sur le marché du travail.

#### Directive 2000/43/C
La directive 2000/43/CE du Conseil du 29 juin 2000 relative à la mise en œuvre du principe de l'égalité de traitement entre les personnes sans distinction de race ou d'origine ethnique prohibe la discrimination raciale ou ethnique au travail. Elle s'applique aussi à toutes les personnes, tant pour le secteur public que pour le secteur privé, en ce qui concerne l'accès à l’éducation, la protection sociale, y compris la sécurité sociale et les soins de santé et l'accès aux biens et services et à la fourniture de biens et services.

#### Directive 2000/78/CE
Protège toute personne des discriminations basées sur l’âge, le handicap, l’orientation sexuelle, et la religion ou les convictions, en matière d'emploi et de travail.

### France
En France, l'article L1132-1 du code du travail rend la discrimination à l'embauche illégale.
En 2016, d’après le 9e baromètre du défenseur des droits, pour 82 % des personnes déclarant des discriminations liées à l’apparence physique, celles-ci se sont produites lors d’entretiens d’embauche. la DARES confirme ces inéquités dans un rapport de cette même année "Discrimination à l’embauche selon « l’origine » : que nous apprend le testing auprès de grandes entreprises ?".
Voir discrimination sur l'apparence physique.
Certaines entreprises pratiquent et/ou revendiquent certaines formes de "discrimination positive", ce qui consiste à favoriser des candidats dont il est allégué qu'ils appartiennent à des catégories fréquemment victimes de discriminations (femmes, handicapés, personnes d'origine étrangère, etc.).
Les initiatives gouvernementales et associatives se multiplient pour favoriser l'embauche de travailleurs appartenant à différentes catégories susceptibles d'être victimes de discrimination.
Le code pénal punit de 3 ans d'emprisonnement et de 45 000 € d'amende le fait de pratiquer la discrimination à l’embauche. Le régime de la preuve est simplifié, car il n'est pas exigé du candidat à l’embauche qu’il prouve la discrimination. Le candidat ou le salarié doit avancer les faits qui font présumer la discrimination. Puis c’est à l’employeur qu’il incombe de prouver que sa décision est justifiée par des éléments objectifs, étrangers à toute discrimination.
Les études montrent que, contrairement à ce qui était supputé, l'utilisation des CV anonymes pénalise les candidats issus de l’immigration ou résidant en Zone Urbaine Sensible. Une piste d'explication est que l’anonymisation du CV, en ôtant des informations sur les candidats, empêche les employeurs de faire une « discrimination positive » à l’avantage des candidats potentiellement discriminés,.

### Québec (Canada)
En droit québécois, la discrimination à l'embauche est interdite par les articles 16 et 10 de la Charte des droits et libertés de la personne.
Néanmoins, selon certaines études, la discrimination à l'embauche serait une pratique répandue à l'égard des candidats ayant des noms à consonance africaine ou maghrébine,.
À titre d'exemple prouvant l'existence du phénomène au Québec, un article du Journal de Montréal fait état du récit personnel d'un recruteur qui se serait vu donner des consignes par son agence de placement de n'engager aucun candidat noir parce que l'employeur ayant contracté avec l'agence n'en voulait absolument pas.
En 2001, le Québec était l'une des pires régions en Amérique du Nord pour trouver un emploi en tant que personne noire : 53e position sur 56. Le Québec devançait seulement la Virginie-Occidentale, l'Oregon et le Wisconsin,.

### Suisse
La protection contre la discrimination à l'embauche est relativement peu développée en Suisse. Dans le domaine du droit privé, la droite majoritaire s'oppose à une protection accrue en vertu du principe de la liberté contractuelle.
Cela étant, l'article 8 de la Constitution fédérale, qui consacre le principe général d'égalité et d'interdiction des discriminations, interdit la discrimination à l'embauche dans tout le secteur public.
Dans le secteur privé, l'article 328 du Code des obligations dispose que l'employeur protège et respecte, dans les rapports de travail, la personnalité du travailleur. Dans un arrêt de 2005 qui est entré en force faute de recours, le Tribunal des Prud'hommes de Lausanne, faisant application de cette disposition, a condamné un établissement médico-social (EMS) privé à verser une indemnité de 5 000 francs suisses à une femme qui n'avait pas été engagée en raison de sa couleur de peau. Selon le Tribunal, « l’employeur doit s’abstenir d’opérer des discriminations non objectives entre les candidats, fondées notamment sur le sexe, l’orientation sexuelle ou l’existence d’une maladie telle que la séropositivité. » Cela vaut mutatis mutandis également pour une discrimination à l'embauche fondée sur le handicap.
Dans les secteurs public et privé, la loi fédérale sur l’égalité entre femmes et hommes interdit en outre toute discrimination, y compris à l'embauche, fondée sur le sexe, soit directement, soit indirectement, notamment en se fondant sur l'état civil ou la situation familiale ou, s’agissant de femmes, leur grossesse.

### États-Unis
Les lois américaines relatives à l'interdiction de discrimination interdisent non seulement la discrimination intentionnelle, mais également des pratiques a priori neutres qui produisent des résultats différents. Par exemple, selon l'appartenance à une minorité ou selon le sexe. Parmi ces dernières discriminations, on[Qui ?] range les tests standards (qui peuvent discriminer les membres de minorités) ou les exigences physiques (qui peuvent discriminer les femmes), à moins que l'objet du test ou les exigences physiques soient directement liées au poste à pourvoir.
Diverses lois fédérales protègent contre la discrimination selon divers critères et il en est de même pour certaines lois prises par des états.

## Enjeux sociaux

### Québec (Canada)
Les recherches de Pierre Eid démontrent que les immigrants connaissent d’importantes difficultés d’accès à l’emploi. L’étude démontrent que le Québec à un taux de chômage le plus élevé chez les immigrants en comparaison des natifs. Les résultats d’une expérience menée à Montréal par l’institut de recherche CIRANO souligne qu'au moment de la sélection pour l'entrevue d'embauche, les candidats ayant un nom à consonance maghrébine, afro-américaine ou latino-américaine ont 39% moins de chance d’être retenus en comparaison d’un candidat Francophone Québécois. Ce rapport démontre que cette discrimination repose uniquement sur l’analyse du curriculum vitae, soit le degré de scolarité, l'expérience, mais surtout en premier lieu sur la consonance du nom de celui-ci qui permettrait de connaitre l’origine du candidat.
Les expériences professionnelles des immigrants ne sont pas toujours reconnues par les employeurs au Québec, ainsi à moins d’entreprendre des requalifications par une formation, ils auront l’obligation de travailler dans des conditions de travail offertes aux personnes non-qualifié ou peu qualifié. La prise de décisions des gestionnaires lors des embauches semble serait influencée, entre autrse, par le sexe, l’origine sociale, l’expérience professionnelle, les valeurs culturelles et le prestige de l’école fréquentée. Cette situation peut créer des discriminations importantes dans le processus d’embauche des travailleurs immigrants.
Le marketing, les communications et les ressources humaines sont trois professions où les minorités racisées sont sous-représentées en comparaison de leur poids dans la population montréalaise. Dans la métropole québécoise, la proportion de minorités racisées chez les personnes actives est de 14,4 %, elle est de 5 % chez les spécialistes des ressources humaines, de 6,3 % chez les professionnels des relations publiques et des communications, et de 12,8 % chez les agents de développement économique et les recherchistes et les experts-conseils en marketing. On peut conclure qu’une proportion faible de personnes racisées sont représentées dans ces types de métiers, qui représentent un large éventail d’emplois lié au marketing, aux communications et aux ressources humaines.
Une étude de l’ORIQ révèle que parmi les populations immigrantes, 63% ont atteint le deuxième ou le troisième cycle, 30% ont atteint le niveau baccalauréat et 3% le Cégep. La situation varie selon le statut migratoire du répondant. Le premier constat que l’ORIQ a relevé est qu’une pluralité de 72% des répondants occupent un emploi à temps plein alors que 90% de la catégorie des répondants racisés et canadiens ont un emploi à temps plein. Malgré leurs niveaux d’étude et le fait qu’il soit racisés, le statut migratoire à un effet plus important que le niveau d’étude sur la situation d’emploi d’une personne, ce qui contribue en discrimination à l’embauche.
L’ORIQ souligne que l’enquête TrajIPaQ de 2020 par le gouvernement du Québec montre également que la discrimination raciale subie par les minorités visibles varie en fonction de l’origine et de la provenance des personnes: 83% des noir.es des Caraïbes estiment avoir subi de la discrimination raciale dans la recherche d’emploi au Québec, suivi des Sud-Asiatiques et Japonais.es (50%); des Latino-américain.es et arabes (respectivement 43% et 38%). 25% des noir.es africains, et chinois affirment avoir subi des discriminations dans le processus d’embauche.
D’autres travaux relèvent le fait que les chercheur.es d’emploi appartenant à une minorité visible sont parfois discriminé.es sur la base d’un nom à consonance étrangère ou lors de l’entrevue lorsque l’on constate qu’ils appartiennent à une minorité́ visible. Parmi les femmes africaines ayant déclaré́ avoir subi des discriminations raciales en situation d'emploi, 85% sont magrébines et portent le voile . Les femmes nées au Canada peuvent atteindre un niveau d'emploi professionnel avec moins de diplomation que celles nées ailleurs. 16% de celles nées au Canada ont un baccalauréat alors que 30 % des immigrantes ont un baccalauréat. Parmi les superviseures, 13% de celles nées au Canada ont un baccalauréat, alors que 24% des immigrantes ont u diplôme équivalent. L’enjeu de la surqualification est aussi un phénomène étudiée et documenté : la proportion de ceux qui sont en situation de surqualification est de 63 % chez les noirs et de 40 % chez les asiatiques, alors qu’elle est de 37 % chez les personnes caucasienne.